# Sebastián Guenzatti
Sebastián Guenzatti, vollständiger Name Sebastián Ignacio Guenzatti Varela, (* 8. Juli 1991 in Montevideo) ist ein uruguayischer Fußballspieler.

## Karriere
Der 1,78 Meter große Mittelfeldakteur Guenzatti lebte bereits seit seinem 12. Lebensjahr in den USA in Fresh Meadows und besuchte dort die Francis Lewis High School. Er stand zu Beginn seiner Karriere mindestens 2003 in Reihen der Reservemannschaft (Formativas) von Nacional Montevideo. Mitte März 2013 wechselte er zum Huracán Football Club. Bei den Montevideanern absolvierte er neun Spiele und schoss sein einziges Tor für den Verein im Aufeinandertreffen mit dem Team des Club Atlético Rentistas. Schon Anfang Juli jenes Jahres wurde er dann zunächst auf Leihbasis von New York Cosmos verpflichtet. Seither (Stand: 15. Juli 2017) bestritt er bei den US-Amerikanern 85 Partien in der NASL und schoss zehn Tore. 2013, 2015 und 2016 gewann seine Mannschaft die Meisterschaft. Zudem absolvierte er bislang neun Spiele im US Open Cup, bei denen er zwei Treffer erzielte.